# Scottish League (1892/1893)
Scottish League (1892/93) – był to 3. w historii sezon szkockiej pierwszej klasy rozgrywkowej w piłce nożnej. Sezon rozpoczął się 20 sierpnia 1892, a zakończył się 20 maja 1893. Brało w niej udział 10 zespołów, które grały ze sobą systemem „każdy z każdym”. Tytułu mistrzowskiego nie obronił zespół Dumbarton. Nowym mistrzem Szkocji został Celtic, dla którego był to pierwszy tytuł w historii klubu. Koronę króla strzelców zdobyli ex-aequo Sandy McMahon i John Campbell, którzy strzelili po 11 bramek.

## Zasady rozgrywek
W rozgrywkach brało udział 10 drużyn, walczących o tytuł mistrza Szkocji w piłce nożnej. Każda z drużyn rozegrała po 2 mecze ze wszystkimi przeciwnikami (razem 18 spotkania).

## Drużyny
| Uczestnicy poprzedniej edycji                                                                                 | Uczestnicy poprzedniej edycji | Uczestnicy poprzedniej edycji | Uczestnicy poprzedniej edycji |
| --- | ----------------------------- | ----------------------------- | ----------------------------- |
| DUM | Dumbarton                     | 1                             |                               |
| CEL | Celtic                        | 2                             |                               |
| HRT | Heart of Midlothian           | 3                             |                               |
| LEI | Leith Athletic                | 4                             |                               |
| RAN | Rangers                       | 5                             |                               |
| REN | Renton                        | 6                             |                               |
| THL | Third Lanark                  | 7                             |                               |
| CLY | Clyde                         | 8                             |                               |
| ABC | Abercorn                      | 9                             |                               |
| STM | St. Mirren                    | 10                            |                               |
| Oznaczenia: - kolumna pierwsza – skróty nazw drużyn, - kolumna trzecia – miejsce zajęte w poprzednim sezonie. |                               |                               |                               |

## Stadiony
| Miasto    | Stadion            | Klub                |
| --------- | ------------------ | ------------------- |
| Dumbarton | Boghead Park       | Dumbarton           |
| Edynburg  | Tynecastle Stadium | Heart of Midlothian |
| Glasgow   | Celtic Park        | Celtic              |
| Glasgow   | Barrowfield Park   | Clyde               |
| Glasgow   | Ibrox Park         | Rangers             |
| Glasgow   | Cathkin Park       | Third Lanark        |
| Leith     | Beechwood Park     | Leith Athletic      |
| Paisley   | Underwood Park     | Abercorn            |
| Paisley   | Westmarch          | St. Mirren          |
| Renton    | Tontine Park       | Renton              |

## Tabela końcowa
| Lp. | Drużyna             | M  | Z  | R | P  | Bramki | Bramki | Różn. | Pkt | Uwagi                    |
| --- | ------------------- | -- | -- | - | -- | ------ | ------ | ----- | --- | ------------------------ |
| 1   | Celtic (M)          | 18 | 14 | 1 | 3  | 54     | 25     | +29   | 29  |                          |
| 2   | Rangers             | 18 | 12 | 4 | 2  | 41     | 27     | +14   | 28  |                          |
| 3   | St. Mirren          | 18 | 9  | 2 | 7  | 40     | 39     | +1    | 20  |                          |
| 4   | Third Lanark        | 18 | 9  | 1 | 8  | 53     | 39     | +14   | 19  |                          |
| 5   | Heart of Midlothian | 18 | 8  | 2 | 8  | 39     | 41     | −2    | 18  |                          |
| 6   | Dumbarton           | 18 | 8  | 1 | 9  | 35     | 35     | 0     | 17  |                          |
| 6   | Leith Athletic      | 18 | 8  | 1 | 9  | 35     | 31     | +4    | 17  |                          |
| 8   | Renton              | 18 | 5  | 5 | 8  | 31     | 44     | −13   | 15  |                          |
| 9   | Abercorn (S)        | 18 | 5  | 1 | 12 | 35     | 52     | −17   | 11  | Spadek do First Division |
| 10  | Clyde (S)           | 18 | 2  | 2 | 14 | 25     | 55     | −30   | 6   | Spadek do First Division |

## Wyniki
| Gospodarz \ Gość    | ABC | CEL | CLY | DUM | HRT | LEI | RAN | REN | STM | THL |
| Abercorn            |     | 4:2 | 5:1 | 4:0 | 3:4 | 1:0 | 0:4 | 1:2 | 1:2 | 5:2 |
| Celtic              | 3:2 |     | 3:1 | 5:1 | 5:0 | 3:1 | 3:0 | 4:3 | 4:1 | 2:5 |
| Clyde               | 5:2 | 1:2 |     | 1:2 | 2:3 | 1:2 | 0:3 | 2:2 | 1:2 | 2:4 |
| Dumbarton           | 5:1 | 0:3 | 3:1 |     | 5:1 | 2:1 | 3:0 | 1:1 | 1:2 | 1:2 |
| Heart of Midlothian | 3:1 | 3:1 | 2:3 | 1:3 |     | 3:1 | 1:2 | 2:2 | 4:0 | 2:2 |
| Leith Athletic      | 1:1 | 0:1 | 3:0 | 3:0 | 1:3 |     | 1:2 | 6:2 | 5:1 | 2:1 |
| Rangers             | 4:3 | 2:2 | 4:2 | 3:2 | 2:1 | 3:2 |     | 2:0 | 0:0 | 2:1 |
| Renton              | 2:1 | 0:2 | 1:1 | 0:4 | 4:1 | 2:3 | 2:2 |     | 3:2 | 3:1 |
| St. Mirren          | 4:0 | 1:3 | 8:1 | 3:2 | 3:1 | 4:1 | 2:2 | 3:0 |     | 1:4 |
| Third Lanark        | 8:0 | 0:6 | 4:1 | 3:0 | 1:4 | 1:2 | 2:4 | 6:2 | 6:1 |     |

Źródło: SPFL.co.uk
Objaśnienia:
1Drużyna gospodarzy jest wymieniona po lewej stronie tabeli.
Kolory: zielony – zwycięstwo gospodarzy, żółty – remis, różowy – zwycięstwo gości.